# Charles Klauder

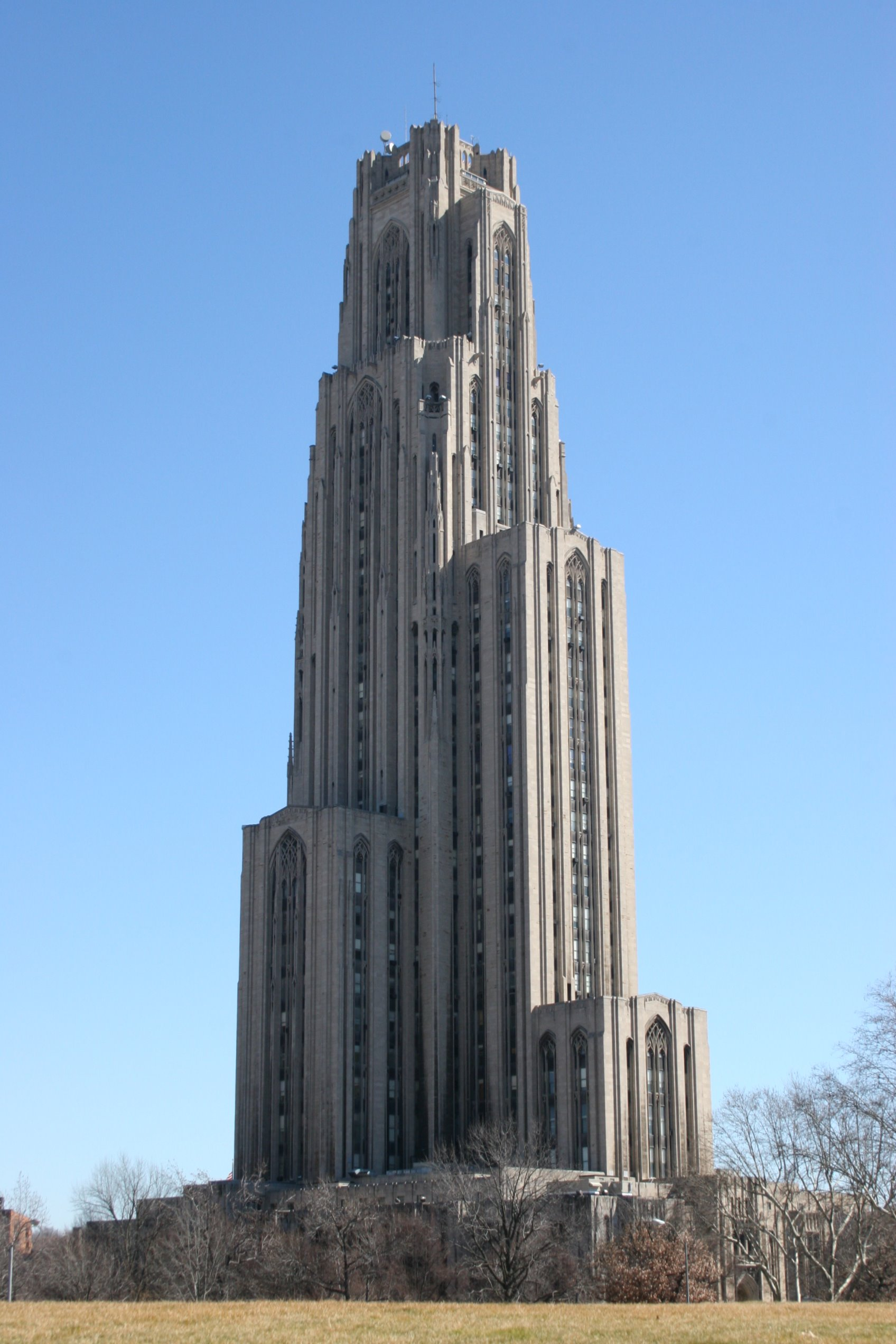
Cathedral of Learning à l'Université de Pittsburgh

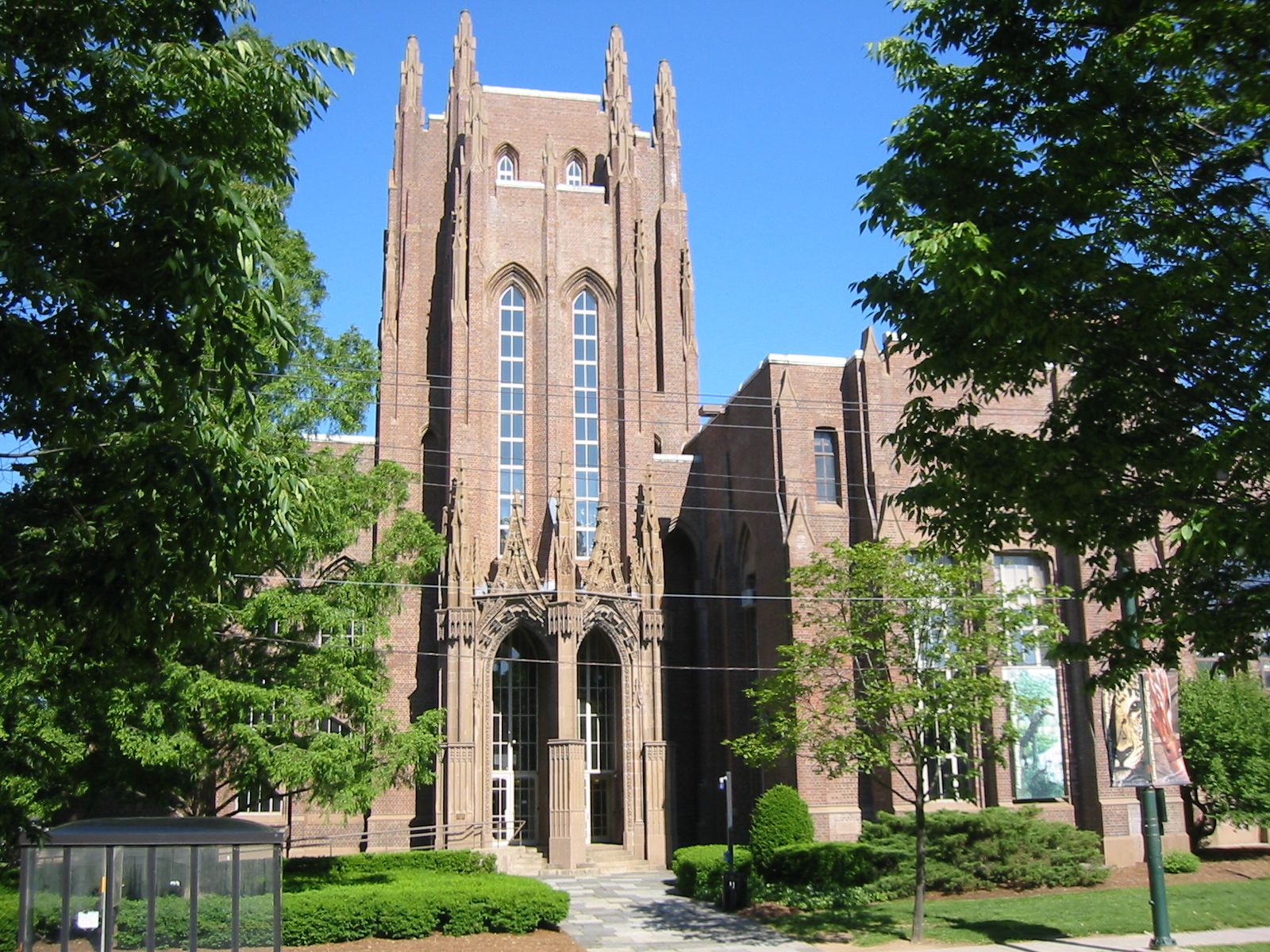
Muséum d'histoire naturelle Peabody à l'université Yale

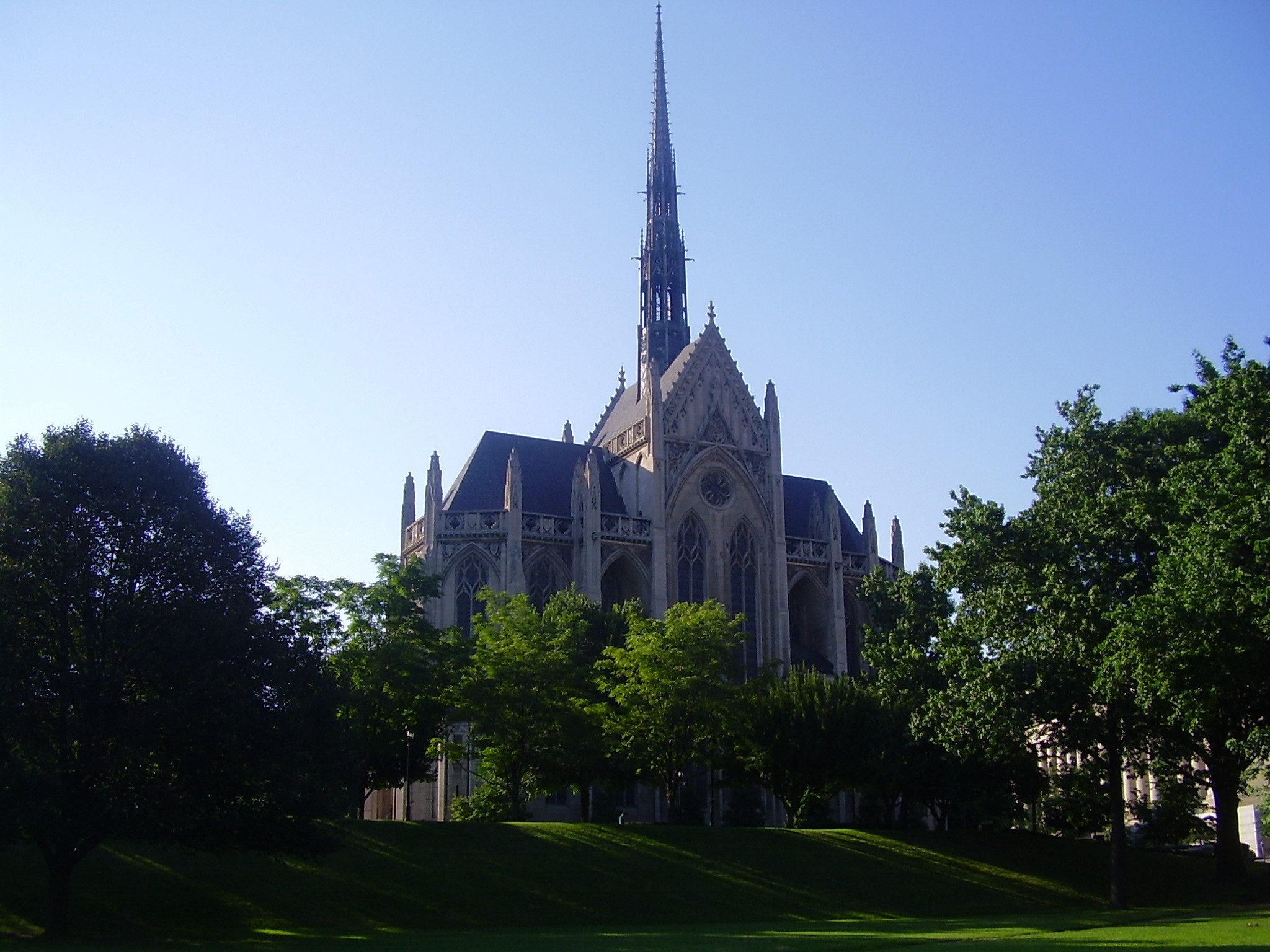
Heinz Memorial Chapel à Université de Pittsburgh

Charles Zeller Klauder (né le 9 février 1872 à Philadelphie en Pennsylvanie - mort le 30 octobre 1938) est un architecte américain. Il est l’auteur de nombreux bâtiments institutionnels et universitaires qui ont fait sa renommée. Klauder a étudié l'architecture à Université des arts à Philadelphie. Dès 1893, Klauder a travaillé dans les firmes d'architectures comme Wilson Brothers & Company, Cope and Stewardson et Horace Trumbauer. En 1900, il rejoint la firme d'architecture de Frank Miles Day pour devenir partenaire avec celui-ci en 1911.
Les commissions de Charles Klauder se spécialisent principalement dans la conception des universités comme : Université de Pittsburgh, Université de Pennsylvanie, Université d'État de Pennsylvanie, Rhodes College, Université du Colorado à Boulder et le campus ouest de l'Université Cornell.

## Réalisations (liste partielle)
- Concordia Seminary
- Université Cornell
- Franklin and Marshall College
- Université de Pennsylvanie
  - Franklin Field 1922, 1925
  - Palestra
  - Hutchinson Gymnasium, 1926–1928
  - Une section de l'University of Pennsylvania Museum of Archaeology and Anthropology
  - Alterations to Weightman Hall
- Université de Pittsburgh
  - Cathedral of Learning 1926-1937
  - Heinz Memorial Chapel 1933-1938
  - Stephen Foster Memorial 1937
- Université de Princeton
- St. Paul's School
- Université d'État de Pennsylvanie
- Muséum d'histoire naturelle Peabody, université Yale, 1916-24.
- Université du Colorado à Boulder, 1918.
- Mercersburg Academy, 1927.
- Wellesley College, 1934.
- La librairie de l'Albion College, 1937.